# Defesa do Posto dos Correios Polonês em Danzig
A Defesa do Posto dos Correios Polonês em Danzig (atual Gdańsk) foi um dos primeiros atos da Segunda Guerra Mundial na Europa, como parte da Campanha de Setembro.:39,42 Em 1º de setembro de 1939, a invasão da Polônia foi iniciada pela Alemanha quando o encouraçado Schleswig-Holstein abriu fogo no porto de Danzig, controlado pela Polônia, por volta das 04:45-48 horas. Os paramilitares e a polícia da Cidade Livre de Danzig, apoiados pela Alemanha, juntaram-se imediatamente à ofensiva para assumir o controle total da cidade, capturando os correios poloneses.
O pessoal polonês defendeu o prédio por cerca de 15 horas contra ataques da SS Heimwehr Danzig (Defesa Interna da SS Danzig), formações locais da SA e unidades especiais da polícia de Danzig. Todos, exceto quatro dos defensores, que conseguiram escapar do prédio durante a rendição, foram condenados à morte por uma corte marcial alemã como combatentes ilegais em 5 de outubro de 1939 e executados.

## Prelúdio

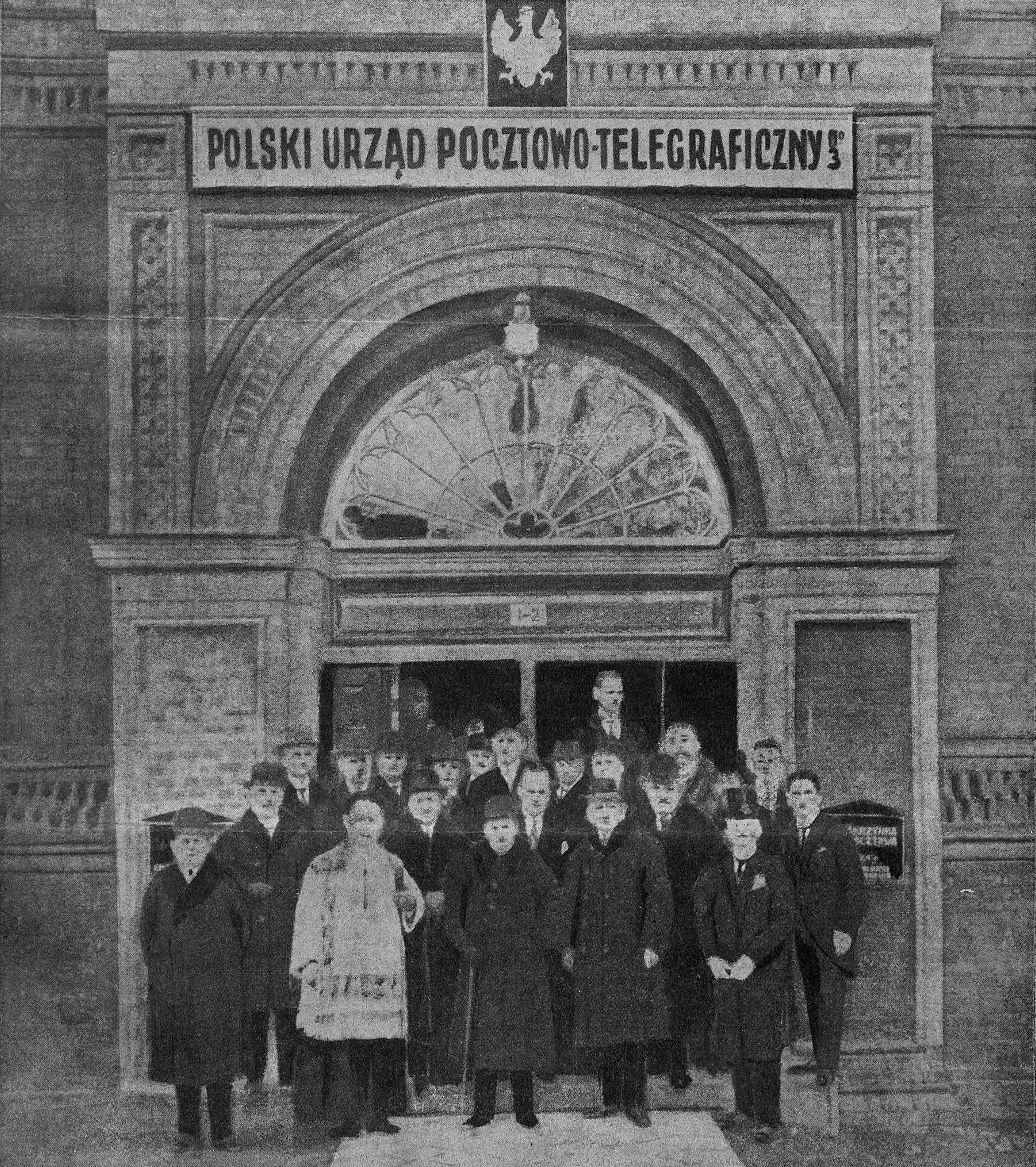
A abertura dos Correios Polacos "Gdańsk 3" em 1925.

Os Correios Polacos (Poczta Polska) na Cidade Livre de Danzig foram criados em 1920 ao abrigo do Tratado de Versalhes, e os seus edifícios foram considerados propriedade extraterritorial polaca. Os Correios Poloneses em Danzig eram compostos por vários edifícios.
À medida que as tensões entre a Polónia e a Alemanha cresciam, em abril de 1939, o Alto Comando polaco destacou o engenheiro de combate e Sublieutenant da reserva do exército Konrad Guderski (1900-1939) para a costa do Mar Báltico. Com Alfons Flisykowski e outros, ajudou a organizar a equipe de segurança oficial e voluntária nos Correios Poloneses em Danzig e preparou-os para possíveis hostilidades. Além de treinar a equipe, preparou as defesas dentro e ao redor do prédio: as árvores próximas foram removidas e a entrada foi fortificada. Em meados de agosto, dez funcionários adicionais foram enviados para os correios vindos dos correios poloneses em Gdynia e Bydgoszcz (principalmente suboficiais da reserva).
No complexo dos Correios Polacos, em 1º de Setembro de 1939, havia 56 pessoas: Guderski, 42 funcionários polacos locais, dez funcionários de Gdynia e Bydgoszcz, e o zelador do edifício com a sua esposa e filha de dez anos, Erwina, que vivia no complexo. Os funcionários poloneses tinham um esconderijo de armas, composto por três metralhadoras leves Browning wz.1928, 40 outras armas de fogo e três baús com granadas de mão. O plano de defesa polaco atribuiu aos defensores a função de manter os alemães afastados do edifício principal durante seis horas, quando uma força de socorro do <i>Armia Pomorze</i> deveria proteger a área.
O plano de ataque alemão, elaborado em julho de 1939, determinava que o edifício principal e seus defensores seriam atacados em duas direções. Um ataque diversivo seria realizado na entrada frontal, enquanto a força principal romperia o muro do Escritório de Trabalho vizinho e atacaria pela lateral. A Polícia de Danzig também elaborou planos para atacar os correios.

## Batalha
Às 04h00, os alemães cortaram as linhas telefônicas e de eletricidade do prédio. Às 04h45, no momento em que o encouraçado alemão Schleswig-Holstein começou a bombardear o posto militar avançado do Exército polonês próximo em Westerplatte, a polícia de Danzig começou seu ataque ao prédio sob o comando do Polizeioberst Willi Bethke. Eles logo foram reforçados por formações SA locais e pelas unidades SS Wachsturmbann "E" e SS Heimwehr Danzig, apoiadas por três carros blindados pesados ADGZ da polícia. Albert Forster, chefe do partido nazista local, chegou em um dos veículos para assistir ao acontecimento. Jornalistas de jornais locais, a Reichssender Danzig (a estação de rádio estatal) e da empresa de cinejornais Ufa-Tonwache também vieram cobrir a batalha.

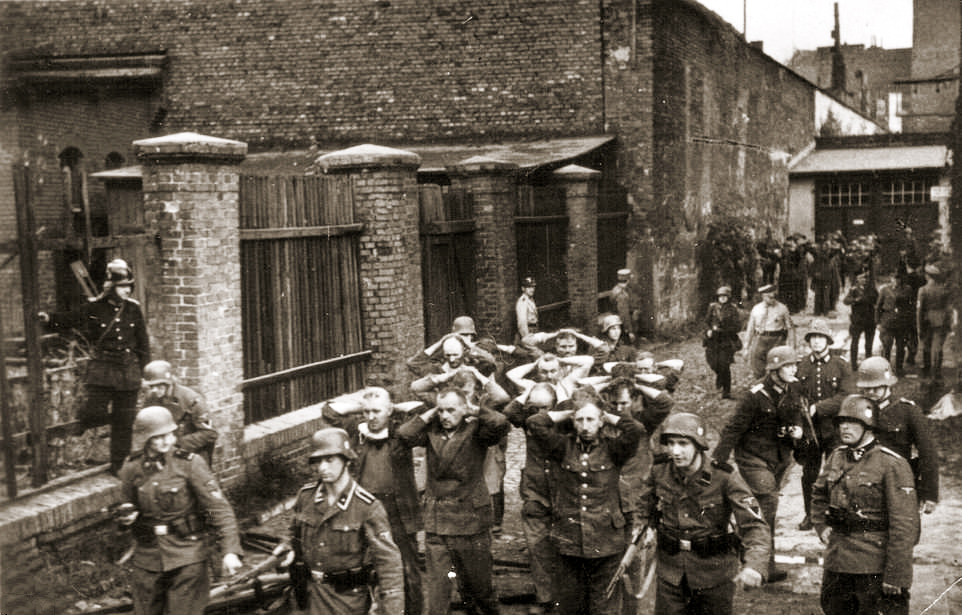
Carteiros poloneses capturados sendo levados sob escolta da SS, enquanto homens da SA e da polícia de Danzig observam.

O primeiro ataque alemão, pela frente, foi repelido, embora alguns alemães tenham conseguido romper a entrada e entrar brevemente no edifício (ao custo de dois atacantes mortos e sete feridos, incluindo um chefe de grupo). O segundo ataque, vindo do escritório de trabalho, também foi repelido. O comandante da defesa polonesa, Konrad Guderski, morreu durante o segundo ataque devido à explosão de sua própria granada, que deteve os alemães que haviam rompido o muro. Com os poloneses oferecendo uma resistência mais determinada do que o esperado, Bethke sugeriu que suas forças explodissem o prédio com alto explosivo. Forster vetou sua proposta.
Às 11h, as unidades alemãs foram reforçadas pela Wehrmacht com duas pelas de artilharia de 75mm e uma peça de 105mm, mas o novo assalto, mesmo com o apoio da artilharia, foi novamente repelido. O apoio de morteiros foi solicitado às forças alemãs em Westerplatte, mas o seu fogo impreciso representou uma ameaça maior para os atacantes e logo cessou a ação. Às 15h00, os alemães declararam um cessar-fogo de duas horas e exigiram a rendição das forças polacas, a qual recusaram. Entretanto, sapadores alemães cavaram sob as paredes do edifício e prepararam um dispositivo explosivo de 600kg. Às 17h, a bomba foi detonada, destruindo parte do muro, e as forças alemãs, sob a cobertura de três peças de artilharia, atacaram novamente, desta vez capturando a maior parte do edifício, exceto o porão.
Frustrado com a recusa dos poloneses em se render, Bethke solicitou um vagão cheio de gasolina. O corpo de bombeiros de Danzig bombeou-o para o porão e foi então incendiado por uma granada de mão. Depois que três poloneses foram queimados vivos (elevando o total de baixas polonesas para seis mortos em combate), o restante decidiu capitular. O primeiro a sair do prédio foi o diretor, Dr. Jan Michoń. Ele carregava uma bandeira branca, mas foi baleado pelos alemães mesmo assim. A pessoa seguinte, o comandante Józef Wąsik, foi queimado vivo. Os defensores restantes foram autorizados a render-se e a abandonar o edifício em chamas. Seis pessoas conseguiram escapar do prédio e fugir dos alemães, embora duas delas tenham sido capturadas nos dias seguintes.

## Consequências
Dezesseis prisioneiros feridos foram enviados para o hospital da Gestapo, onde seis morreram posteriormente (incluindo Erwina, de 10 anos, que morreu devido a queimaduras várias semanas depois). Os outros 28 foram presos primeiro no prédio da polícia e, depois de alguns dias, enviados para a Victoriaschule, onde foram interrogados e torturados. Cerca de 300 a 400 cidadãos polacos de Danzig também foram detidos lá.

### Cortes marciais e execuções
Todos os prisioneiros foram levados a julgamento na corte marcial do Grupo Eberhardt da Wehrmacht. Um primeiro grupo de 28 prisioneiros da Victoriaschule, com um único oficial da Wehrmacht como advogado de defesa, foi julgado em 8 de setembro, um segundo grupo de 10, que se recuperou no hospital, em 30 de setembro. Todos foram condenados à morte como combatentes ilegais ao abrigo da lei penal militar especial alemã de 1938. A sentença foi exigida pelo promotor Hans-Werner Giesecke e declarada pelo juiz presidente Kurt Bode, vice-presidente do Oberlandesgericht Danzig (Tribunal Regional Superior de Danzig). Vinte e oito das sentenças foram referendadas, e assim tornaram-se juridicamente válidas, pelo General Hans Günther von Kluge, as outras 10 pelo Coronel Eduard Wagner. Um pedido de clemência foi rejeitado pelo General Walther von Brauchitsch.
Os prisioneiros foram executados em sua maioria por um pelotão de fuzilamento liderado pelo SS-Sturmbannführer Max Pauly (mais tarde comandante do campo de concentração de Neuengamme) em 5 de outubro e enterrados em uma vala comum no cemitério de Danzig-Saspe (distrito de Zaspa). Um deles, Leon Fuz, foi posteriormente reconhecido e assassinado no campo de concentração de Stutthof, em novembro. Quatro defensores que conseguiram escapar e se esconder sobreviveram à guerra. As famílias dos carteiros também foram perseguidas. Um destino semelhante aguardava onze trabalhadores ferroviários polacos de Tczew, a sul da cidade, que foram executados pelas SA depois de terem frustrado uma tentativa alemã de utilizar um comboio blindado num ataque furtivo.
Wagner, um conspirador na conspiração de 20 de julho, cometeu suicídio posteriormente em 23 de julho de 1944, após o fracasso do plano. Kluge suicidou-se em 19 de agosto de 1944. Pauly foi executado pelos britânicos por outros crimes em 1946, e Brauchitsch morreu sob custódia britânica enquanto aguardava julgamento por crimes de guerra em 1948. No entanto, Giesecke e Bode nunca foram responsabilizados por este episódio ou responsabilizados pelas execuções. Eles foram desnazificados após a guerra e continuaram suas carreiras como advogados na Alemanha. Ambos morreram de causas naturais na década de 1970. Somente em 1997-1998 o tribunal alemão de Lübeck (o Große Strafkammer IIb e o Dritte Große Strafkammer) invalidou a sentença nazista de 1939, citando entre as razões que a lei penal militar especial só entrou em vigor em Danzig em 16 de novembro de 1939 e acusou o juiz presidente com negligência em seus deveres. A decisão do tribunal alemão ocorreu graças ao trabalho de um autor alemão, Dieter Schenk, que publicou uma monografia sobre a defesa dos correios e referiu-se à execução dos defensores como homicídio judicial (Justizmord). Schenk sublinha o papel de principal das forças policiais de Danzig, o que fez com que a corte marcial da Wehrmacht não fosse competente para condenar os defensores. Em vez disso, a lei penal da Cidade Livre de Danzig teria sido aplicável, sem a opção da pena de morte.

### Legado cultural

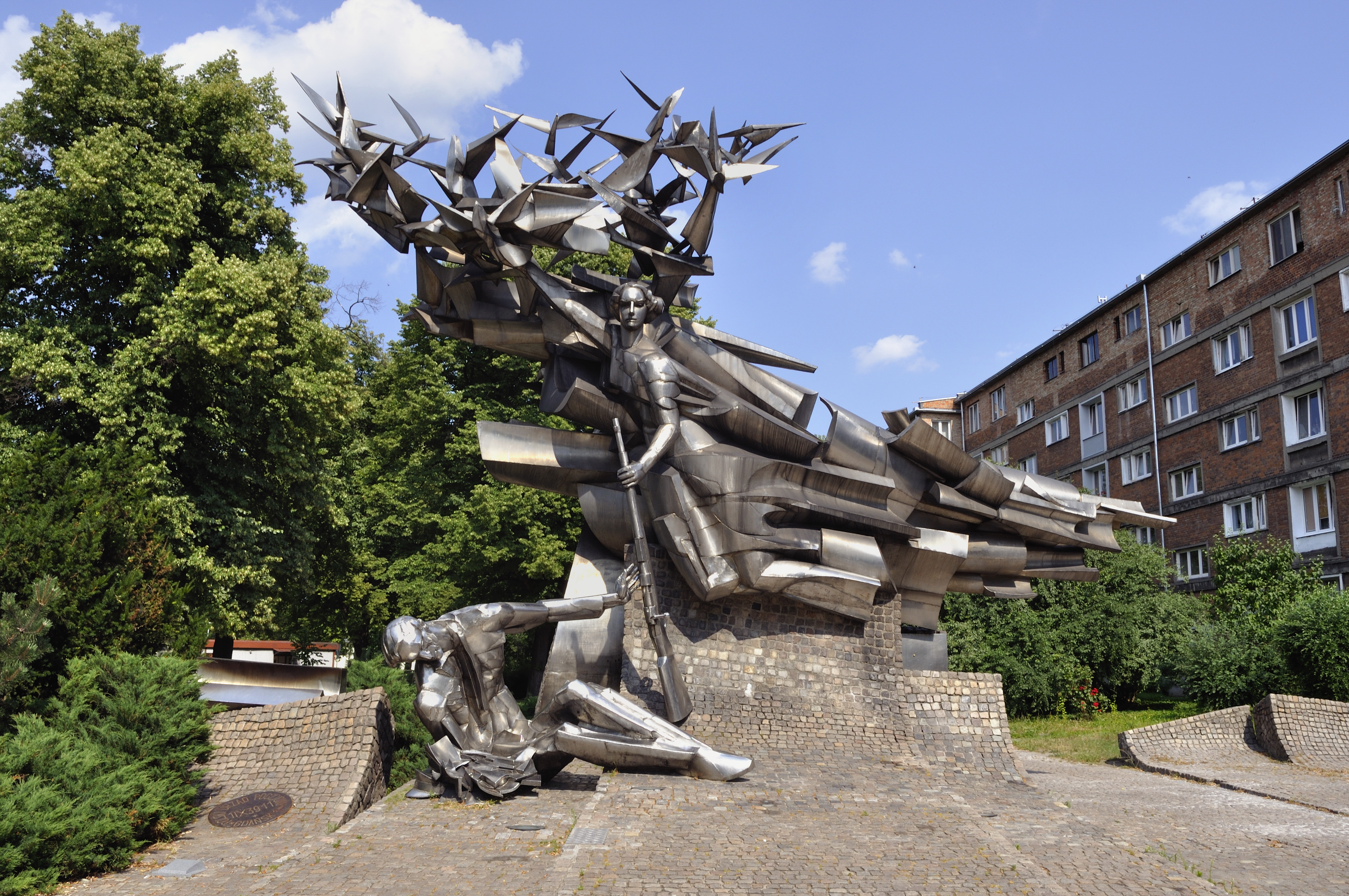
Monumento aos Defensores do Posto dos Correios Polanês, em Gdańsk.

Na Polónia, o episódio tornou-se um dos episódios mais conhecidos da Campanha Polaca de Setembro e é geralmente retratado como uma história heróica das proporções de David e Golias. Nesta visão, foi um grupo de carteiros que resistiu às tropas SS alemãs durante quase um dia inteiro.
A defesa polaca dos correios também foi retratada com simpatia no capítulo 18 da novela O Tambor (1959) de Günter Grass, "A Defesa do Posto dos Correios Polonês". No capítulo, o protagonista Oskar Matzerath conhece seu suposto pai, Jan Bronski, enquanto este volta para casa, tentando evitar lutar na batalha que se aproxima. Ao conhecer Oskar, Jan retorna ao correio, levando Oskar com ele. Oskar está presente durante o cerco e retrata seu suposto pai de forma negativa para as SS, levando-o a se considerar culpado pela execução de Jan. No penúltimo capítulo do romance, Oskar e seu amigo Vittlar após a guerra encontram em Düsseldorf um sobrevivente do cerco, Viktor Weluhn, a quem dois homens se preparavam para executar por suas ações no cerco. Viktor e seus algozes desaparecem noite adentro no final do capítulo, com o destino de Viktor desconhecido.
Em 1979, o Monumento aos Defensores do Posto dos Correios Polanês foi inaugurado em Gdańsk. Em 2012 a banda polonesa de rock/metal Horytnica escreveu uma canção intitulada "Obrońca Poczty w Gdańsku" ("Defensor dos Correios em Danzig"). A defesa dos correios é dramatizada no primeiro episódio da série dramática de guerra britânica de 2019, World on Fire.